# Hypnotize (singl)
"Hypnotize" je singl sastava System of a Down s njihova istoimenog albuma.
Singl je objavljen 22. studenog 2005. Videospot je snimljen 28. rujna 2005. u Van Andel Areni u Grand Rapidsu. Singl je dospio na prvo mjesto Billboardove ljestvice, te je najveći međunarodni hit System of a Downa. 
U pjesmi, sastav spominje prosvjede na Tiananmenskom trgu 1989., te kritizira propagandu. Refren je potpuno nepovezan s ostatkom pjesme. Malakian je u jednom razgovoru za MTV rekao da ga je pisao u autu dok je čekao curu, kao što refren i kaže.

## Popis pjesama
- Pjesme uživo snimane su na Hurricane Festivalu 2005.

1. "Hypnotize" - 3:09
2. "Science" (uživo)
3. "Mr. Jack" (uživo)
4. "War?" (uživo)
5. "Forest" (uživo)

## Vanjske poveznice
- Riječi pjesme na službenoj stranici sastava